# (203) Pompeja
(203) Pompeja ist ein Asteroid des mittleren Hauptgürtels, der am 25. September 1879 vom deutsch-US-amerikanischen Astronomen Christian Heinrich Friedrich Peters am Litchfield Observatory in New York bei einer Helligkeit von 11 mag entdeckt wurde.
Zur Namensgebung schrieb der Entdecker im Jahr 1880: „For the planet, whose discovery coincided with the day, when at Pompeji was commemorated the destruction of that city by Mt Vesuvius 18 centuries ago, I believed the name Pompeja eminently proper (Für den Planeten, dessen Entdeckung genau mit dem Tag zusammenfiel, als in Pompeji der Zerstörung dieser Stadt durch den Vesuv vor 18 Jahrhunderten gedacht wurde, hielt ich den Namen Pompeja für überaus angemessen).“

## Wissenschaftliche Auswertung
Aus Ergebnissen der IRAS Minor Planet Survey (IMPS) wurden 1992 erstmals Angaben zu Durchmesser und Albedo für zahlreiche Asteroiden abgeleitet, darunter auch (203) Pompeja, für die damals Werte von 116,3 km bzw. 0,04 erhalten wurden. Eine Auswertung von Beobachtungen durch das Projekt NEOWISE im nahen Infrarot führte 2011 zu vorläufigen Werten für den Durchmesser und die Albedo im sichtbaren Bereich von 110,8 km bzw. 0,05. Nachdem die Werte nach neuen Messungen 2012 auf 124,6 km bzw. 0,04 korrigiert worden waren, wurden sie 2014 auf 113,7 km bzw. 0,04 geändert. Nach der Reaktivierung von NEOWISE im Jahr 2013 und Registrierung neuer Daten wurden die Werte 2015 zunächst mit 111,1 km bzw. 0,05 angegeben und dann 2016 erneut korrigiert zu 107,6 km bzw. 0,05, diese Angaben beinhalten aber alle hohe Unsicherheiten.
(203) Pompeja wurde am 14. und 29. Januar 2021 visuell und spektroskopisch im Infraroten mit der Infrared Telescope Facility (IRTF) auf Hawaiʻi und am Seoul National University Astronomical Observatory (SAO) in Südkorea beobachtet. Weitere photometrische Messungen erfolgten am 4. Februar. Zusammen mit (269) Justitia gehörte (203) Pompeja nach dieser Beobachtung zu den rötesten Hauptgürtel-Asteroiden der Spektralklasse D, vergleichbar mit Objekten des äußeren Sonnensystems, wie den Transneptunischen Objekten (TNOs) oder Zentauren. Die spektroskopischen Ergebnisse deuteten auf das Vorhandensein komplexer organischer Materialien auf der Oberflächenschicht dieser Asteroiden hin, was darauf schließen lässt, dass sie sich in der Nähe von Neptun gebildet hatten und erst während einer Phase der Planetenmigration in die Hauptgürtelregion versetzt wurden. (203) Pompeja ist der einzige bisher bekannte sehr rote Asteroid unter den etwa 250 Körpern mit einem Durchmesser von mehr als 110 km (d. h. vermutlich strukturell intakt), die im Asteroidengürtel gefunden wurden. Diese Entdeckungen liefern weitere Beweise dafür, dass der Asteroidenhauptgürtel eine Population von Körpern beherbergt, die in den Randgebieten des Sonnensystems entstanden sind.
Neue spektrographische Beobachtungen im März 2022 am Lowell Discovery Telescope (LDT) und mit der IRTF zeigten für (203) Pompeja jedoch eher spektrale Eigenschaften, die typisch für einen Asteroiden des X-Typs sind, so dass die extrem rote Farbe nur einige Regionen auf (203) Pompeja betreffen könnte. In Hinblick auf seine Albedo von 0,04 wurde er eher als P-Typ eingeordnet.
Weitere Spektren im Infraroten wurden von (203) Pompeja im Dezember 2020 und Juni 2022 mit der IRTF erfasst, während im letzten Zeitraum auch visuelle Spektren aufgezeichnet sowie colorimetrische Messungen am TRAPPIST-South-Teleskop in Chile durchgeführt wurden. Sie führten zu einer Klassifikation als X-Typ, während photometrische Daten der SkyMapper Southern Survey (SMSS) aus den Jahren 2018 und 2019 vergleichbar mit einem T-Typ sind. Alle diese Beobachtungen deuten darauf hin, dass es im Verlauf der Beobachtungen über mehrere Jahre eine große Variation in den spektralen Eigenschaften des Asteroiden gab, wobei Messfehler ausgeschlossen werden konnten. Auch eine möglicherweise unbemerkte kometarische Aktivität des Asteroiden wie bei (596) Scheila konnte auf Aufnahmen der Zwicky Transient Facility (ZTF) am Palomar-Observatorium in Kalifornien aus dem fraglichen Zeitraum nicht entdeckt werden. Stattdessen wurde mit Gestaltmodellen des Asteroiden gezeigt, dass bei den Messungen jeweils unterschiedliche Bereiche der Oberfläche beobachtet wurden. Bei den Messungen aus 2021, als der Asteroid als sehr rotes Objekt (VOR) erschien, waren dies polnahe Regionen. Möglicherweise gibt es dort einen großen Krater, der bei einer Beobachtung aus niedrigen Breiten nicht einsehbar ist, ähnlich wie der gigantische Krater auf (253) Mathilde, und bei dem das sehr rote Material am Boden durch weniger direkte Sonneneinstrahlung wesentlich langsamer verwittert als auf der übrigen Oberfläche.
Photometrische Beobachtungen des Asteroiden erfolgten erstmals vom 11. bis 14. September 1983 am Osservatorio Astrofisico di Catania in Italien. Die Messungen zeigten aber innerhalb eines Zeitraums von 8 Stunden immer nur einen absteigenden Ast der Lichtkurve, so dass eine Rotationsperiode von 46,6 h bestenfalls abgeschätzt werden konnte. Aber auch die Hälfte dieses Wertes erschien möglich, so dass weitere Beobachtungen als notwendig erachtet wurden. Bei Asteroiden mit Rotationsperioden von ungefähr einem ganzzahligen Erdtag kann an einem Observatorium oft nur eine unvollständige Lichtkurve aufgenommen werden, da in jeder Nacht immer wieder derselbe Abschnitt der Lichtkurve erfasst wird. Vom 10. November 2011 bis 25. Januar 2012 erfolgten daher koordinierte Beobachtungen des Asteroiden am Organ Mesa Observatory in New Mexico, am Bigmuskie-Observatorium in Italien und am Hamanowa Astronomical Observatory in Japan. Daraus konnte eine detaillierte Lichtkurve gewonnen werden, die eine vollständige Phase abdeckt, und ein Wert von 24,052 h für die Rotationsperiode bestimmt werden. Ein doppelt so großer Wert wurde aus praktischen Erwägungen nahezu sicher ausgeschlossen.
Aus den zuvor bestimmten Lichtkurven und zusätzlichen Daten von Observatorien der Catalina Sky Survey, des United States Naval Observatory (USNO) sowie des Asteroid Terrestrial-impact Last Alert System (ATLAS), der All-Sky Automated Survey for Supernovae (ASAS-SN) und Gaia DR2 konnten 2022 zwei sehr ähnliche Gestaltmodelle für zwei alternative Positionen der Rotationsachse mit retrograder Rotation berechnet werden. Die Rotationsperiode wurde zu 24,0550 h bestimmt.

## (203) Pompeja und (1) Ceres
(203) Pompeja bewegt sich auf einer Umlaufbahn, die nahezu die gleiche Exzentrizität und Große Halbachse wie der größte Asteroid (1) Ceres aufweist. Die Umlaufzeit von (203) Pompeja ist geringfügig kürzer als die von (1) Ceres, so dass sie diese etwa alle 280 Jahre überholt. Obwohl die Bahnneigungen sich deutlich unterscheiden, kommt es dabei auch zu stärkeren Annäherungen der beiden Himmelskörper, in den tausend Jahren um die derzeitige Epoche herum dreimal bis auf weniger als 12 Mio. km, nämlich einmal bis auf etwa 5,1 Mio. km im Jahr 1667, einmal bis auf etwa 2,5 Mio. km am 22. August 1948 (dies entspricht dem 6 ½-fachen mittleren Abstand Erde–Mond) sowie einmal bis auf etwa 11,7 Mio. km am 15. Februar 1969, jeweils bei Relativgeschwindigkeiten um 4,1 km/s.
Bereits 1974, 1988 und 1989 war dreimal versucht worden, die Masse von (1) Ceres durch ihre gravitative Wechselwirkung mit (2) Pallas bzw. Mars zu bestimmen. In einer Untersuchung von 1991 gelang dies auch durch eine Auswertung der Bahnstörungen auf (203) Pompeja, hier konnte für (1) Ceres eine Masse von etwa 9,3·1020 kg (Unsicherheit ±6 %) gefunden werden. Im darauf folgenden Jahr gelangte eine unabhängige Untersuchung unter Berücksichtigung der Bahnstörungen auf (203) Pompeja sowie einen weiteren Asteroiden zu einem verbesserten Wert von 9,54·1020 kg (Unsicherheit ±1,8 %). Eine Untersuchung von 1996 gelangte auf vergleichbare Werte, während eine weitere aus diesem Jahr einen anderen mathematischen Ansatz zur Berechnung benutzte und zu einem nur etwa halb so großen Wert führte. In einer sehr umfangreichen Untersuchung von 1998 wurden neben den Bahnstörungen von (1) Ceres auf (203) Pompeja auch die auf acht weitere Asteroiden verwendet. Neben den bereits bekannten Beobachtungsdaten der einzelnen Asteroiden wurden dazu auch neue astrometrische Daten von Hipparcos sowie die Daten von zwei Meridiankreisen am Observatoire de Bordeaux in Frankreich und am Instituto Astronômico e Geofísico von São Paulo in Brasilien verwendet. Die Masse von (1) Ceres wurde damit auf 9,463·1020 kg (Unsicherheit ±0,5 %) bestimmt.